# Баварско-Штраубингское герцогство
Баварско-Штраубингское герцогство (нем. Teilherzogtum Bayern-Straubing), также известное как Штраубинг-Голландское герцогство (нем. Teilherzogtum Straubing-Holland ) — герцогство в составе Священной Римской империи, существовавшее в 1353—1432 годах. В состав герцогства входили различные владения, широко рассеянные по территории Священной Римской империи: северная часть Нижней Баварии (с центром в городе Штраубинг), а также графства Голландия, Зеландия, Эно (Геннегау) и Фризия.

## История
После смерти в 1347 году императора Людвига IV Баварского остались шесть сыновей и богатое наследство. Первоначально Бавария находилось под совместным управлением братьев, но в 1349 году она была разделена на Верхнюю и Нижнюю. Нижняя Бавария при этом досталась трём сыновьям: Стефану II, Вильгельму I и Альбрехту I. В 1353 году произошёл новый раздел — Нижняя Бавария была разделена на 2 герцогства. Стефану досталось Баварско-Ландсхутское герцогство, а Вильгельму и Альбрехту — Баварско-Штраубинское герцогство.
Вильгельм (1330—1388) в 1350 году восстал против матери, Маргариты II д’Авен (1310—1356), управлявшей с 1345 года графствами Голландия и Зеландия, требуя передать управление Голландией и Зеландией ему. Этот конфликт получил название Война крючков и трески. Несмотря на английскую помощь, Маргарита потерпела поражение и в 1354 году была вынуждена передать управление графствами. После смерти матери в 1356 году Вильгельм унаследовал и Эно. Но позже у него начались приступы безумия, после чего он в 1358 году был заключен в замок Гаага.
Регентом его владений стал его брат Альбрехт (1336—1404). Ему пришлось сражаться с герцогом Гелдерна Эдуардом, усмирять мятежи знати. Позже он наладил отношения с Францией. После смерти брата Вильгельма в 1388 году он унаследовал все его владения.
После смерти Альбрехта в 1404 году ему наследовал старший сын Вильгельм II (1365—1417). Он был вынужден усмирять мятеж сеньоров Аркеля в Эно, позже он помог своему брату Иоганну, смещенному в 1406 году с поста епископа Льежа, вернуть в 1408 году свой пост. Будучи сторонником герцогов Бургундии, Вильгельм вмешался на их стороне в гражданскую войну между Арманьяками и бургиньонами. В 1415 году Эно было разорено войсками, которые участвовали в битве при Азенкуре.
После смерти в 1417 году Вильгельма II его владения должна была унаследовать дочь, Якоба (1401—1436). Но её дядя, епископ Льежа Иоганн III (1375—1425), сложил с себя сан епископа и предъявил права на владения брата. В результате она сохранила за собой только Эно, а Голландия, Зелландия и Штраубинг достались Иоганну. Якоба безуспешно боролась за возвращение своего наследства, для чего сначала вышла замуж в 1418 году за герцога Брабанта Жана IV, а потом, поняв, что муж ей не может помочь, бросила его и нашла убежище в Англии, где, аннулировав предыдущий брак, вышла замуж за Хэмфри, герцога Глостера.
После смерти Иоганна III протектором его земель стал герцог Бургундии Филипп III Добрый, с которым Якоба была вынуждена помириться. По договору в Дельфте 3 июня 1428 года Якоба была признана графиней Эно, а Филипп стал наместником её владений и наследником.

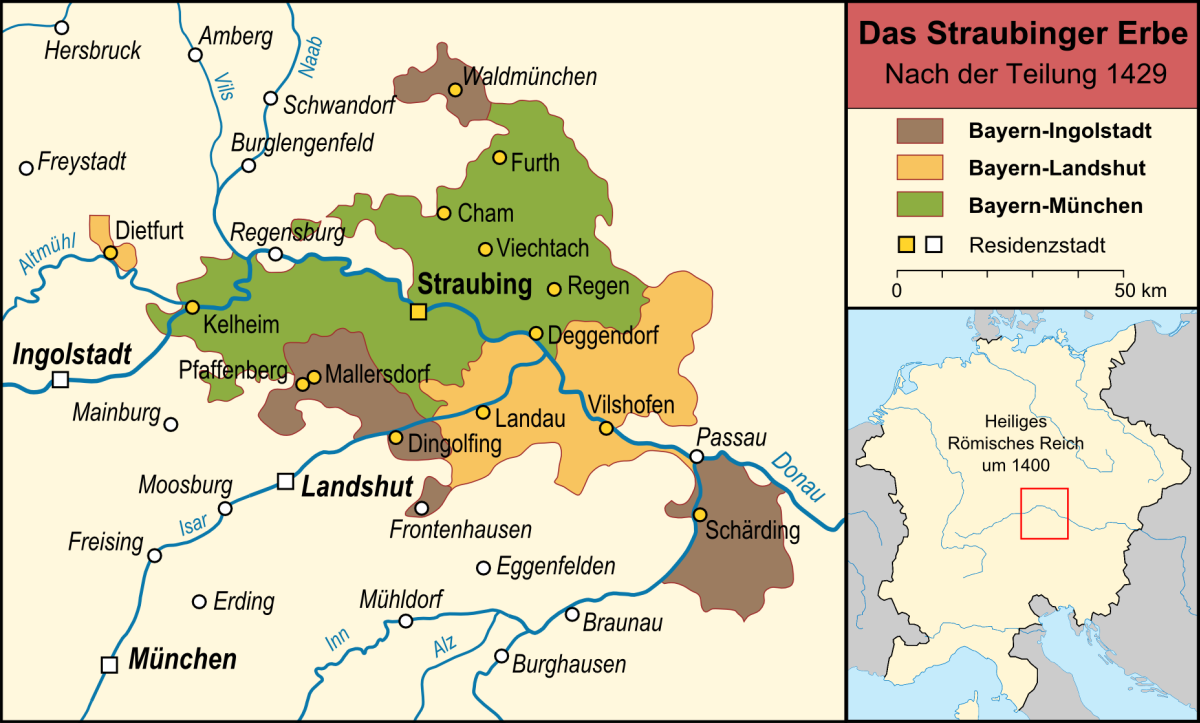
Раздел Баварско-Штраубингского герцогства в 1429 году. Цветом обозначены части, отошедшие:
коричневым — к Баварии-Ингольштадту
жёлтым — к Баварии-Ландсхуту
зелёным — к Баварии-Мюнхену

Поскольку в Баварии исключалось наследование по женской линии, то собственно Баварско-Штраубинское герцогство по решению императора в 1429 году оказалось разделено между Баварско-Ингольштадтским, Баварско-Ландсхутским и Баварско-Мюнхенским герцогствами. Но Якоба до 1432 года носила титул герцогини Баварско-Штраубинской. В 1432 году она подняла восстание в Генте против Филиппа, но оно было подавлено и в апреле 1433 года Якоба была вынуждена отречься от графства в пользу Филиппа. С этого момента Эно вошло в состав Бургундского герцогства.

## Герцоги Баварско-Штраубингские
- 1353—1388: Вильгельм I (1330—1388)
- 1353—1404: Альбрехт I (1336—1404), брат предыдущего
- 1389—1397: Альбрехт II (1368—1397), сын предыдущего
- 1404—1417: Вильгельм II (1365—1417), брат предыдущего
- 1417—1432: Якоба (1401—1436), дочь предыдущего, титулярная герцогиня
- 1418—1425: Иоганн III, брат Вильгельма II